# جيسون بلير (ممثل)
جيسون بلير (بالإنجليزية: Jayson Blair)‏ مواليد 17 مايو 1984 في ديترويت، هو ممثل أمريكي.

## الأعمال

### أفلام
- ويبلاش (2014) (بدور: ترافيس)

### مسلسلات
- سي اس آي: نيويورك (2006)
- غلي (2009) (بدور: كريس)
- هيروز (2009) (بدور: ينغ ناثان)
- فتاتان مفلستان (2012) (بدور: بريندون)
- دروب ديد ديفا (2012) (بدور: تشيس بلاك)
- شابة وجائعة (2015)

## روابط خارجية
- جيسون بلير على موقع IMDb (الإنجليزية)
- جيسون بلير على موقع ألو سيني (الفرنسية)
- جيسون بلير على موقع أول موفي (الإنجليزية)
- جيسون بلير على موقع قاعدة بيانات الفيلم (الإنجليزية)
- جيسون بلير على موقع كينوبويسك (الروسية)